# Luigi Barbesino
Luigi Barbesino (Casale Monferrato, 1º maggio 1894 – Canale di Sicilia, 20 aprile 1941) è stato un calciatore, allenatore di calcio e aviatore italiano.

## Carriera

### Giocatore

#### Club
Iniziò a giocare nel Collegio Civico di Ivrea dove compiva i suoi studi. A sedici anni tornò a Casale. Militò tra le file del Casale dal 1911 al 1920, vincendo uno scudetto nel 1914. Nella stagione di guerra 1917-18 giocò con i lilla del Legnano.

#### Nazionale
Tra i 18 convocati di Vittorio Pozzo per le Olimpiadi 1912 di Stoccolma, debuttò in maglia azzurra nel corso della manifestazione, nella partita contro i padroni di casa della Svezia, a 18 anni e 2 mesi: è il secondo più giovane debuttante nella storia della Nazionale italiana, dopo Renzo De Vecchi. Fu, inoltre, il primo calciatore del Casale a giocare nella rappresentativa italiana. Segnò la prima rete il 17 maggio 1914 nell'amichevole contro la Svizzera, in quella che fu anche la sua ultima presenza in Nazionale.
In maglia azzurra collezionò complessivamente 5 presenze e un gol.

### Allenatore
Ottenne una promozione in Serie A con il Legnano nel 1929-1930. Assunse poi la guida tecnica della Roma dal 1933 al 1937, sfiorando lo scudetto nel campionato 1935-1936; la presenza di alcuni giocatori argentini gli impose di adottare un gioco che potesse comprenderli, e al raggiungimento di questo i seguenti giocatori se ne andarono, costringendolo a riorganizzare il suo gioco.
Nel 1938-1939 fu ingaggiato dal Venezia, e venne poi sostituito prima del termine del torneo da Giuseppe Girani; al termine del torneo la squadra lagunare fu promossa in A.
Detiene da 88 anni il record di aver vinto 4 derby di Roma in campionato di fila, raggiunto nel 2025 da Claudio Ranieri.

## Statistiche

### Cronologia presenze e reti in Nazionale
| Cronologia completa delle presenze e delle reti in nazionale ― Italia | Cronologia completa delle presenze e delle reti in nazionale ― Italia | Cronologia completa delle presenze e delle reti in nazionale ― Italia | Cronologia completa delle presenze e delle reti in nazionale ― Italia | Cronologia completa delle presenze e delle reti in nazionale ― Italia | Cronologia completa delle presenze e delle reti in nazionale ― Italia | Cronologia completa delle presenze e delle reti in nazionale ― Italia | Cronologia completa delle presenze e delle reti in nazionale ― Italia |
| Data                                                                  | Città                                                                 | In casa                                                               | Risultato                                                             | Ospiti                                                                | Competizione                                                          | Reti                                                                  | Note                                                                  |
| --------------------------------------------------------------------- | --------------------------------------------------------------------- | --------------------------------------------------------------------- | --------------------------------------------------------------------- | --------------------------------------------------------------------- | --------------------------------------------------------------------- | --------------------------------------------------------------------- | --------------------------------------------------------------------- |
| 1-7-1912                                                              | Stoccolma                                                             | Svezia                                                                | 0 – 1                                                                 | Italia                                                                | Olimpiadi 1912                                                        | -                                                                     |                                                                       |
| 3-7-1912                                                              | Stoccolma                                                             | Austria                                                               | 5 – 1                                                                 | Italia                                                                | Olimpiadi 1912                                                        | -                                                                     |                                                                       |
| 29-3-1914                                                             | Torino                                                                | Italia                                                                | 2 – 0                                                                 | Francia                                                               | Amichevole                                                            | -                                                                     |                                                                       |
| 5-4-1914                                                              | Genova                                                                | Italia                                                                | 1 – 1                                                                 | Svizzera                                                              | Amichevole                                                            | -                                                                     |                                                                       |
| 17-5-1914                                                             | Berna                                                                 | Svizzera                                                              | 0 – 1                                                                 | Italia                                                                | Amichevole                                                            | 1                                                                     |                                                                       |
| Totale                                                                |                                                                       | Presenze                                                              | 5                                                                     |                                                                       | Reti                                                                  | 1                                                                     |                                                                       |

## Palmarès

### Club

#### Competizioni nazionali
- Campionato italiano: 1

Casale: 1913-1914

## Attività politica e morte in guerra

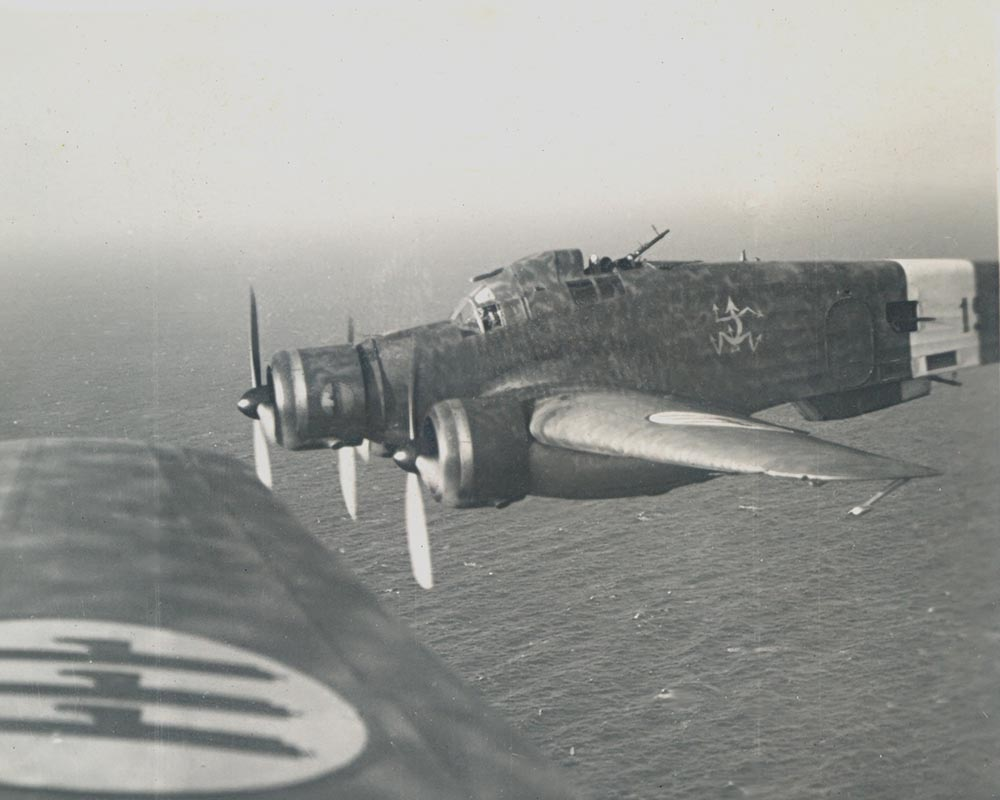
S.M.79 della 193ª Squadriglia, dello stesso stormo della 194ª, in volo sul Mediterraneo.

Agli inizi dell'ottobre 1922, Barbesino partecipa alla Marcia su Bolzano che si conclude con l'assalto squadrista al Municipio di Bolzano e l'estromissione del sindaco eletto e prelude alla Marcia su Roma.
Dopo l'esperienza nel club capitolino abbandonò, alla fine degli anni Trenta, il mondo del calcio e si arruolò nella Regia Aeronautica come ufficiale. Conseguì il brevetto di osservatore d'aeroplano e allo scoppio della seconda guerra mondiale viene assegnato alla 194ª Squadriglia del 30º Stormo da ricognizione e bombardamento. Il reparto operava dalla Sicilia con gli aerei trimotori Savoia-Marchetti S.M.79 ed eseguì numerose operazioni di guerra partendo dalla propria base posta sull'aeroporto di Sciacca. Per tutto il 1940 e 1941, i velivoli del 30º Stormo alternarono missioni di ricognizione sulla Tunisia e Malta, azioni di bombardamento nel teatro del Mediterraneo centrale e missioni di scorta ai convogli navali italiani. Numerose furono le perdite causate dagli aerei da caccia britannici.
Il 20 aprile 1941, con il grado di maggiore, prese parte a una missione di ricognizione composta da due velivoli decollati da Sciacca. Il velivolo sul quale era imbarcato era a capo della formazione e ai comandi dell'aereo erano il capitano pilota Domenico Valsania e il sergente pilota Antonio Sirignano. La rotta da seguire consisteva nel percorso Sciacca – Kuriate – Kerkenna e ritorno a Sciacca. Dopo un'ora di volo in pessime condizioni meteorologiche, l'aereo del gregario tornò alla base anzitempo, mentre dell'altro aereo non si seppe più nulla. L'intero equipaggio di 6 elementi venne dato per disperso. Secondo il Registro dello Stato Civile del Comune di Casale Monferrato, "Barbesino Luigi è morto in Mediterraneo Centrale il 20 aprile 1941 ...", annotazione trascritta il 31 ottobre 1962.